# Местный референдум в Российской Федерации
Местный референдум — одна из форм прямого волеизъявления граждан по наиболее важным вопросам местного значения, осуществляемая посредством голосования граждан, обладающих правом на участие в референдуме.
Е. И. Козлова и О. Е. Кутафин определяют местный референдум как голосование граждан Российской Федерации, постоянно или преимущественно проживающих в границах одного или нескольких муниципальных образований, по важным вопросам местного значения.

## Инициатива проведения референдума
Выдвинуть инициативу проведения референдума вправе:
1) граждане Российской Федерации, имеющие право на участие в местном референдуме.
В данном случае образуется инициативная группа по проведению местного референдума в количестве не менее 10 человек.
2) избирательные объединения, иные общественные объединения (при условии сбора необходимого числа подписей);
В качестве инициативной группы здесь выступает руководящий орган соответствующего избирательного объединения.
3) представительный орган муниципального образования и глава местной администрации — вправе выдвинуть инициативу совместно.
Инициативная группа обращается в избирательную комиссию муниципального образования с ходатайством о регистрации группы. В ходатайстве должны содержаться:
вопрос для вынесения на референдум,
фамилия, имя, отчество, паспортные данные каждого члена инициативной группы.
К ходатайству прилагается протокол собрания инициативной группы референдума, на котором было принято решение о выдвижении инициативы проведения референдума.
Комиссия в течение 15 дней обязана рассмотреть ходатайство и приложенные к нему документы и принять решение:
- в случае соответствия ходатайства и документов требованиям федерального законодательства, субъекта и устава муниципального образования — о направлении их в представительный орган муниципального образования;
- в случае несоответствия — об отказе в регистрации (отказ может быть обжалован в суд в порядке, установленном законом)

Представительный орган муниципального образования обязан проверить соответствие вопроса, предлагаемого для вынесения на референдум, требованиям федерального законодательства. Срок проверки не может превышать 20 дней со дня поступления в соответствующий орган ходатайства инициативной группы по проведению референдума и приложенных к нему документов. В случае признания представительным органом соответствия вопроса всем требованиям избирательная комиссия регистрирует инициативную группу, выдает ей регистрационное свидетельство (оно действует в течение срока, установленного уставом муниципального образования, но не менее одного месяца), а также сообщает об этом в средства массовой информации.
Если вопрос не соответствует всем требованиям федерального законодательства, комиссия выдает инициативной группе решение, в котором указываются основания отказа.

## Назначение референдума
Для назначения референдума инициативная группа должна представить в представительный орган муниципального образования подписи участников референдума в поддержку инициативы его проведения.
Необходимое количество подписей устанавливается законом субъекта РФ, при этом оно не может превышать 5 % от числа участников референдума, которые зарегистрированы на территории проведения референдума, и не может быть менее 25 подписей. Осуществление сбора подписей возможно со дня, следующего за днем регистрации инициативной группы. Период сбора подписей также устанавливается законом субъекта и не может быть менее 20 дней.
Законом субъекта РФ устанавливается процедура проверки соблюдения порядка сбора подписей, оформления подписных листов, достоверности сведений об участниках.
Соответствие порядка выдвижения инициативы проведения референдума требованиям закона, устава муниципального образования устанавливается комиссией референдума в течение 15 дней со дня представления инициативной группой подписных листов и протокола об итогах сбора подписей. Комиссия направляет подписные листы, экземпляр протокола и копию своего постановления в представительный орган муниципального образования, который уполномочен принять решение о назначении референдума. Комиссия, в случае нарушения требований законодательства, вправе отказать в проведении референдума.
Представительный орган обязан назначить местный референдум в течение 30 дней со дня поступления в представительный орган предусмотренных законом документов. Если местный референдум не назначен представительным органом в установленные сроки, референдум назначается судом.
Законодателем установлены требования к дню голосования. Например, голосование на референдуме может быть назначено только на воскресенье. Однако существуют и другие ограничения (Ст. 15 Федерального закона).
Решение о назначении местного референдума подлежит официальному опубликованию в средствах массовой информации не менее чем за 45 дней до дня голосования.

## Участники референдума
Регистрация (учет) участников референдума, проживающих на территории муниципального образования, осуществляется главой местной администрации. Регистрация участников референдума и установление численности зарегистрированных участников осуществляются по состоянию на 1 января и 1 июля каждого года с использованием ГАС «Выборы». В списки участников включаются граждане РФ, обладающие на день голосования правом на участие в референдуме.
Если согласно договору Российской Федерации иностранные граждане имеют право на участие в местном референдуме, то иностранные граждане, достигшие возраста 18 лет и постоянно проживающие на территории данного муниципального образования, включаются в списки участников референдума.
Военнослужащие, проходящие военную службу по призыву на территории соответствующего муниципального образования, если место их жительства не было расположено на территории муниципального образования до призыва, не включаются в списки участников референдума и не учитываются при определении числа участников местного референдума.

## Участки референдума
Участки референдума образуются для проведения голосования и подсчета голосов по согласованию с комиссиями референдума главой местной администрации (руководителем исполнительно-распорядительного органа) муниципального образования из расчета не более чем три тысячи участников референдума на каждом участке референдума.

## Информационное обеспечение местного референдума
Информационное обеспечение включает в себя информирование участников референдума, агитацию по вопросам референдума.
Информирование участников осуществляют органы местного самоуправления, комиссии, организации, осуществляющие выпуск средств массовой информации, физические и юридические лица. Содержание информационных материалов должно быть объективным и достоверным.
Агитация по вопросу (вопросам) референдума может проводиться:
- на каналах организаций телерадиовещания, в периодических печатных изданиях и сетевых изданиях;
- посредством проведения агитационных публичных мероприятий;
- посредством выпуска и распространения печатных, аудиовизуальных и других агитационных материалов;
- иными не запрещенными законом методами.

Агитационный период для инициативной группы, а также иных групп участников референдума начинается со дня регистрации соответствующей группы. Агитационный период прекращается в ноль часов по местному времени дня, предшествующего дню голосования.
Агитация на каналах организаций телерадиовещания, в периодических печатных изданиях и в сетевых изданиях проводится в период, который начинается за 28 дней до дня голосования и прекращается в ноль часов по местному времени дня, предшествующего дню голосования.
Расходы на проведение агитации по вопросам референдума осуществляются исключительно за счет средств соответствующих фондов референдума.
Органам государственной власти, органам местного самоуправления, воинским частям, военным учреждениям и организациям, благотворительным и религиозным организациям, а также иным лицам, указанным в законе, запрещено проводить агитацию.

## Проведение референдума
Порядок проведения местного референдума определяется соответствующим законом субъекта РФ.
Например, Закон Самарской области от 11.02.2004 № 12-ГД «О местном референдуме Самарской области» возлагает подготовку и проведение референдума на Избирательную комиссию Самарской области, избирательную комиссию муниципального образования, территориальные, участковые избирательные комиссии, которые действуют в качестве комиссий референдума.
Голосование осуществляется в помещении для голосования, в котором есть зал с местами для тайного голосования (например, кабинами), оснащенными системой освещения и письменными принадлежностями.
Время начала и окончания голосования устанавливается законом субъекта РФ, при этом продолжительность голосования не может быть менее десяти часов.
При проведении референдума по одному вопросу участник референдума получает один бюллетень. При этом каждый участник референдума голосует лично, голосование за других участников референдума не допускается.
Бюллетени выдаются участникам референдума, включенным в список участников референдума, по предъявлении паспорта или документа, заменяющего паспорт гражданина.
Участник референдума, который в день голосования по уважительной причине будет отсутствовать по месту своего жительства и не сможет прибыть в помещение для голосования на участке референдума, на котором он включен в список участников референдума, вправе проголосовать досрочно путем заполнения бюллетеня в помещении территориальной комиссии референдума (за 10 — 4 дня до дня голосования) или участковой комиссии референдума (за 3 и менее дней до дня голосования).
Участковая комиссия оформляет решение об итогах голосования протоколом на соответствующем участке референдума. Первый экземпляр, подписанный всеми присутствующими членами участковой комиссии направляется в вышестоящую избирательную комиссию. Второй — представляется для ознакомления наблюдателям, иностранным наблюдателям, представителям средств массовой информации.
Результаты референдума определяются избирательной комиссией муниципального образования на основе первых экземпляров протоколов об итогах голосования.
Референдум признается состоявшимся, если в нем приняло участие более половины участников референдума, внесенных в списки участников референдума. Комиссия признает решение принятым, если за него проголосовало более половины принявших участие в референдуме.
Комиссия признает итоги голосования недействительными:
- в случае, если допущенные при проведении голосования нарушения не позволяют с достоверностью определить результаты волеизъявления участников референдума;
- в случае, если они признаны недействительными на части участков референдума, списки участников референдума на которых на момент окончания голосования в совокупности включают не менее чем одну четвертую часть от общего числа участников референдума, внесенных в списки участников референдума на момент окончания голосования;
- по решению суда.

В такой ситуации комиссия, организующая голосование на референдуме, назначает повторное голосование.
Официальное опубликование о результатах референдума осуществляется избирательной комиссией муниципального образования в порядке и в сроки, установленные законом субъекта РФ.

## Юридическая сила решения, принятого на референдуме
Решение, принятое на референдуме, является обязательным и не нуждается в дополнительном утверждении. Оно действует на всей территории муниципального образования и регистрируется в порядке, установленном для регистрации нормативных правовых актов органов местного самоуправления. Отмена или изменение решения, принятого на референдуме, возможны путем принятия иного решения на референдуме, но не ранее чем через два года после его принятия либо признано недействительным (недействующим) в судебном порядке.